# Giovanni Francesco Lottini
Giovanni Francesco (Giovanfrancesco) Lottini (Volterra, 1512 – Roma, agosto 1572) è stato un politico e scrittore italiano.

## Biografia
Giovanni Francesco Lottini nacque a Volterra nel 1512. Nell'anno 1530 viene accusato e processato per aver gravemente ferito un volterrano. Fu segretario di Cosimo I, ma nel 1542 ufficialmente viene allontanato dallo stesso Cosimo I per atti di sodomia, ma rimase sempre al suo servizio per i loschi affari. Nel febbraio del 1548 Cosimo I lo mandò a Venezia, ma non fu lui a preparare la congiura contro Lorenzino de' Medici, che stranamente, proprio nello stesso mese, cadde colpito da due sicari volterrani.
Allontanato ancora una volta da Firenze si trasferì a Roma dove divenne segretario del Cardinale di Santa Fiora. Il 31 gennaio 1550 durante il conclave viene avvelenato il cardinale Niccolò Ridolfi, e in molti addossarono la colpa al Lottini.
Nel 1552 ottenne da papa Marcello II l'abbazia di Colle di Piemonte ed il canonicato.
Nel 1555 entrò nella corte pontificia, avversando l'elezione di papa Paolo IV, che molto risentito, il 10 agosto lo fece rinchiudere in Castel Sant'Angelo.
Nel 1559 è al servizio di Giovanni Angelo de' Medici come segretario, che divenuto papa Pio IV, lo nominò vescovo di Conversano nel 1560. Lottini rifiuta però l'incarico riprendendo la sua vita raminga.
Prima di morire (agosto 1572) consegnò a suo fratello un trattato di considerazioni e appunti personali sui temi più diversi; dalla milizia alla cura della vita fisica, dal modo di fermare l'usura al comportamento che deve tenere un principe. Il manoscritto dal titolo Avvedimenti Civili, nel 1574 fu consegnato dal fratello Girolamo al Granduca di Toscana Francesco I de' Medici.